# Ilex amazonensis
Ilex amazonensis é um gênero de plantas com flores. Edwin descreveu primeiro. Ilex amazonensis pertence ao gênero Ilex, e à família Aquifoliaceae.
Este tipo de planta pode ser encontrado em:
- Venezuela
  - Amazonas
  - Estado de Trujillo

Não há tipos listados como este.